# Championship Baseball
A Championship Baseball baseball-videójáték, melyet a Gamestar fejlesztett és az Actvision jelentetett meg. A játék 1986-ban jelent meg Atari ST, Commodore 64 és DOS platformokra, melyet egy évvel később Amiga-, Amstrad CPC-, Apple II- és ZX Spectrum-átiratok követtek. Az Amiga-változat portolásáért a Dynamix, míg a ZX Spectrum-kiadásért a Software Studios volt a felelős.

## Fogadtatás
A Computer Gaming World szerkesztője pozitív véleménnyel volt a játékról, és összegzésként kiemelte, hogy „Néhány folytatás nem igazán éri meg az árát. A Championship Baseball a kivétel ezek közül.” A Dragon 3½/5 csillagot adott a Commodore 64-verzióra, megjegyezve, hogy ez a kiadás a legjobb. A Commodore User 6/10-es pontszámot adott a Commodore 64-kiadására, összegzésként megjegyezve, hogy „Az Accolade nem is olyan rég megjelentetett egy a tökéleteshez nagyon közeli baseballszimulátort [HardBall!]. Azt kell mondjam, hogy ez csak a baseballrajongóknak fog kelleni, egy esős napon.”
A Your Sinclair 8/10 pontot adott a ZX Spectrum-kiadásra, a játék egyetlen negatívumaként a platform korlátai miatt fellépő grafikai hibákat emelve ki. Összegzésként megjegyezte, hogy „Okos sportszimuláció, amit a Spectrum korlátai és a sport homályos természete kissé lelohaszt.” Arnie Katz és Bill Kunkel az Ahoy! hasábjain azt írta, hogy „A Championship Baseball a klasszikus Star League Baseball méltó utódja.”
Az Australian Commodore and Amiga Review 62/100%-ot adott a játék Amiga-kiadására, egyetlen pozitívumként a grafika színességét emelve ki, viszont negatívumként már a HardBall!-hoz viszonyítva unalmas játékmenetet, az átlagos grafikát, a minimalista hangzást és a hosszú töltési időt is megjelölve. Összegzésként megjegyezte, hogy „Egyszóval a Championship Baseball nem valami jó sportszimulátor. Nem tudom ajánlani a profi baseballozóknak, azonban a kezdőknek korrekt bevezető lehet ebbe a csodás játékba.”

## Fordítás
- Ez a szócikk részben vagy egészben  a   Championship Baseball című angol Wikipédia-szócikk ezen változatának fordításán alapul.  Az eredeti cikk szerkesztőit annak laptörténete sorolja fel. Ez a jelzés csupán a megfogalmazás eredetét és a szerzői jogokat jelzi, nem szolgál a cikkben szereplő információk forrásmegjelöléseként.